# 克劳狄烏斯·里奇
克劳迪斯·詹姆斯·里奇（Claudius James Rich，1787年3月28日—1821年10月5日）是一位英国亚述学家、代理商、旅行家和古物学者。

## 生平
里奇出生在法国第戎附近的一个富裕家庭，并在布里斯托尔度过了童年。从他很小的时候，里奇便展现出了语言天赋。里奇不仅会拉丁语和希腊语，还熟练掌握了希伯来语、叙利亚语、库尔德语、波斯语、土耳其语和其他东方语言。1803年，受朋友的影响，他成为不列颠东印度公司的一名实习生
里奇的语言天赋给东印度公司的诸位董事留下了深刻印象，董事们给了他一个为孟买管辖区写文章的工作，从那时起，他的职业生涯从军事转向了民事。与此同时，他还成为了查尔斯·洛克的秘书，当时查尔斯·洛克正前往埃及担任总领事。在领事的指导下，里奇可以提高他的阿拉伯语和土耳其语水平。1804年初，里奇登上了英国皇家海军印度斯坦号。然而不久后，该船失事，里奇逃到了加泰罗尼亚海岸。里奇随后前往马耳他，并在意大利停留了一段时间，这段在意大利的时光也让他掌握了意大利语，并全身心投入到他所热爱的音乐中。洛克在里奇到达埃及之前就去世了，在董事们的允许下，里奇在君士坦丁堡和士麦那继续他的东方学研究，并逐渐提高自己的土耳其语水平。
这之后，他前往亚历山大，并担任新任英国总领事爱德华·米塞特的助手。在那段日子里，他全身心地投入到阿拉伯语及其各种方言的学习中，并掌握了东方的礼法。离开埃及后，他伪装成马穆鲁克人，经陆路前往波斯湾，访问大马士革，并在未被发现的情况下进入大清真寺。1807年9月，他到达孟买。受詹姆斯·麦金托什爵士 (Sir James Mackintosh)的邀请，1808年1月22日，里奇与麦金托什爵士的长女玛丽结婚，婚后不久他前往巴格达，担任英国的特派代表，这一干便是六年之久。
在这六年里，里奇开始对巴格达地区的地理、历史和文物进行调查。他探索了古巴比伦的遗迹，并对巴格达的当地的宗教制度进行了地理学和统计学的研究。他在巴比伦的工作成果首先刊登在维也纳连载的《东方矿山》中，并于1815年在伦敦发表，标题为《1811年巴比伦遗址之旅》。
1813年和1814年这两年里，里奇的健康状况不佳，他和妻子前往君士坦丁堡，与大使罗伯特·利斯顿爵士(Sir Robert Liston)住在一起，随后他在欧洲呆了一段时间。返回巴格达后，他致力于研究小亚细亚的地理，并在叙利亚和迦勒底基督教修道院收集了大量有关雅兹迪人的信息。在此期间，他第二次前往巴比伦，并于1820年与阿里·蒙什·巴格达迪（al-Munshi al Baghdady）一道游览了现今伊拉克北部的迦勒底村庄 ——他们先从巴格达北部到苏莱曼尼亚，再向东到辛纳，然后向西到达尼尼微，最后沿底格里斯河到达巴格达。1836年，他的遗孀将他的见闻出版，这本见闻中包含了有关该地区的地形学和地理学的最早的资料，见闻的名字为《库尔德斯坦和古尼尼微地区的记录》。
据记载，在他在巴格达期间，“里奇先生被普遍认为是巴格达最有权势的人，有些人甚至质疑达乌德帕夏本人是否会根据里奇先生的建议和忠告来做决策”
1820年，里奇前往巴士拉，从那里出发，他游览了设拉子，参观了波斯波利斯的废墟和附近的其他遗迹。同年，他去了摩苏尔和尼尼微遗址，在那里他得知人们发现了一块大型浮雕板，但该浮雕板很快就被人们拆解了。当他的相关著作于1836年出版时，他的著作代表了西方世界对1840年代发现的亚述宫殿浮雕的首次了解。他还带回了两块小碎片。 
随后，他被苏格兰政治家蒙斯图尔特·埃尔芬斯通任命到孟买去担任一个重要职位。不幸的是，在他中途参观设拉子，并努力帮助治疗当地霍乱病人，缓解居民恐慌的时候，他也患上了霍乱。1821年10月5日，他在设拉子去世，并被安葬在设拉子的皇家花园Jân Numâ中，这也是他去世时的住所。1826年，他的遗体被挖掘出来，并被重新安葬在伊斯法罕的亚美尼亚凡克主教座堂。
里奇去世后，他的藏品由大英博物馆的受托人购买，其中包括“大约九百卷阿拉伯语、波斯语和土耳其语手稿，以及大量迦勒底语和叙利亚语手稿……这些手稿受到考古学家科尔布鲁克先生和威尔金斯博士的高度评价” ; 除此之外还有大量希腊和东方的硬币收藏；巴比伦和尼尼微出土的宝石和古物，包括最早带到欧洲的楔形文字铭文。里奇的肖像由他的遗孀玛丽·麦金托什·里奇赠送给大英博物馆，如今悬挂在大英博物馆手稿部的学生室中。 

## 所著书目
- Rich, Claudius James,  3, Longman, Hurst, Rees, Orme, and Brown, 1818
- Rich, Claudius James, , Longman, Hurst, Rees, 1818
- Rich, Claudius James, , J. Duncan, 1836
- Rich, Claudius James, , J. Duncan, 1836
- Company, East India, , Wm. H. Allen & Co., 1836